# Monterrein

Monterrein este o comună în departamentul Morbihan, Franța. În 1 ianuarie 2018 avea o populație de 396 de locuitori.